# 振袖

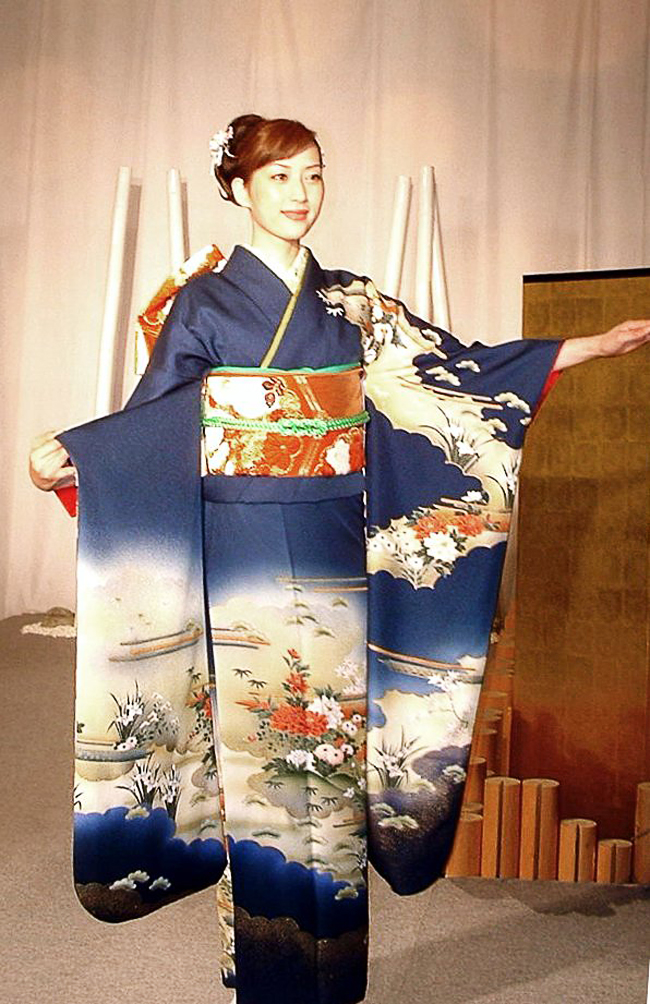
振袖を着た女性

振袖（ふりそで）は、身頃と袖との縫いつけ部分を少なくして「振り」を作った袖をもつ着物。現代では若い女性の、黒留袖や色留袖、訪問着に相当する格式の礼装である。成人式、結婚式の花嫁衣装・参列者双方で着用される機会が多い。

## 特徴

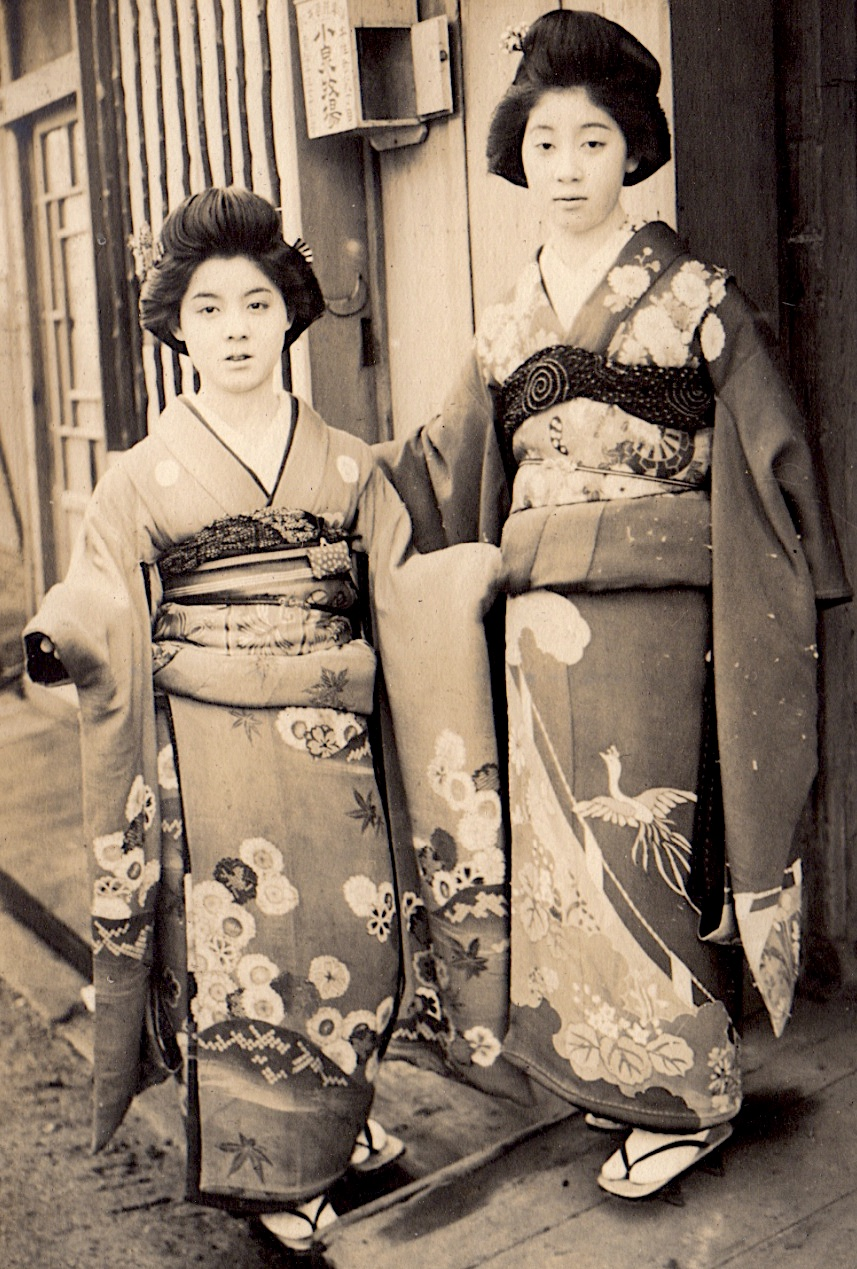
1915年頃の振袖姿。左は五つ紋

現代では未婚女性の第一礼装とされている。振袖は、現代では、若い未婚の女性が着用するものと見なされる場合が多いが、本来は着用者が未婚か既婚かが問題ではなく、若い女性用の和服であった。
服飾の分類上は、肩山を境に折り返し、体の前後に連なる身頃と袖をもち、それに襟と前身の袵（おくみ、おくび）を加えた盤領（たれくび）式の衣服を広義の小袖という。このうち薄綿を入れた振りのないものを狭義の小袖、薄綿を入れた振りをもつものを振袖という。
振袖に対し、婚礼の振袖の袖を短く仕立て直したことに由来する着物が留袖で既婚女性の第一礼装と位置づけられている。

### 袖丈
振袖は袖丈の長さによって、大振袖、中振袖、小振袖に分けられ、長くなるほど格調が高いとされている。
振袖を含む長着全体の袖丈の分類では、袖丈50～60cm程度のものを普通袖、75cm程度のものを小振袖、108cm以上のものを大振袖といい、中振袖は袖丈が小振袖と大振袖の中間のものをいう（袖丈100cm前後）。なお、振袖と対比される留袖の袖丈は鯨尺1尺3寸（49cm）から1尺6寸5分（62.5cm）程度とされている（袖丈の長さでは上の普通袖に相当する）。ただし、これらの基準は一定ではなく鯨尺2尺7寸（102cm）以上を大振袖とすることもある。特に鯨尺2尺7寸（102cm）から3尺（113.5cm）程度のものを本振袖ということもある。
着装の例としては、日本の卒業式では小振袖のほか、普通袖や大振袖などの着装がみられる。

### 模様

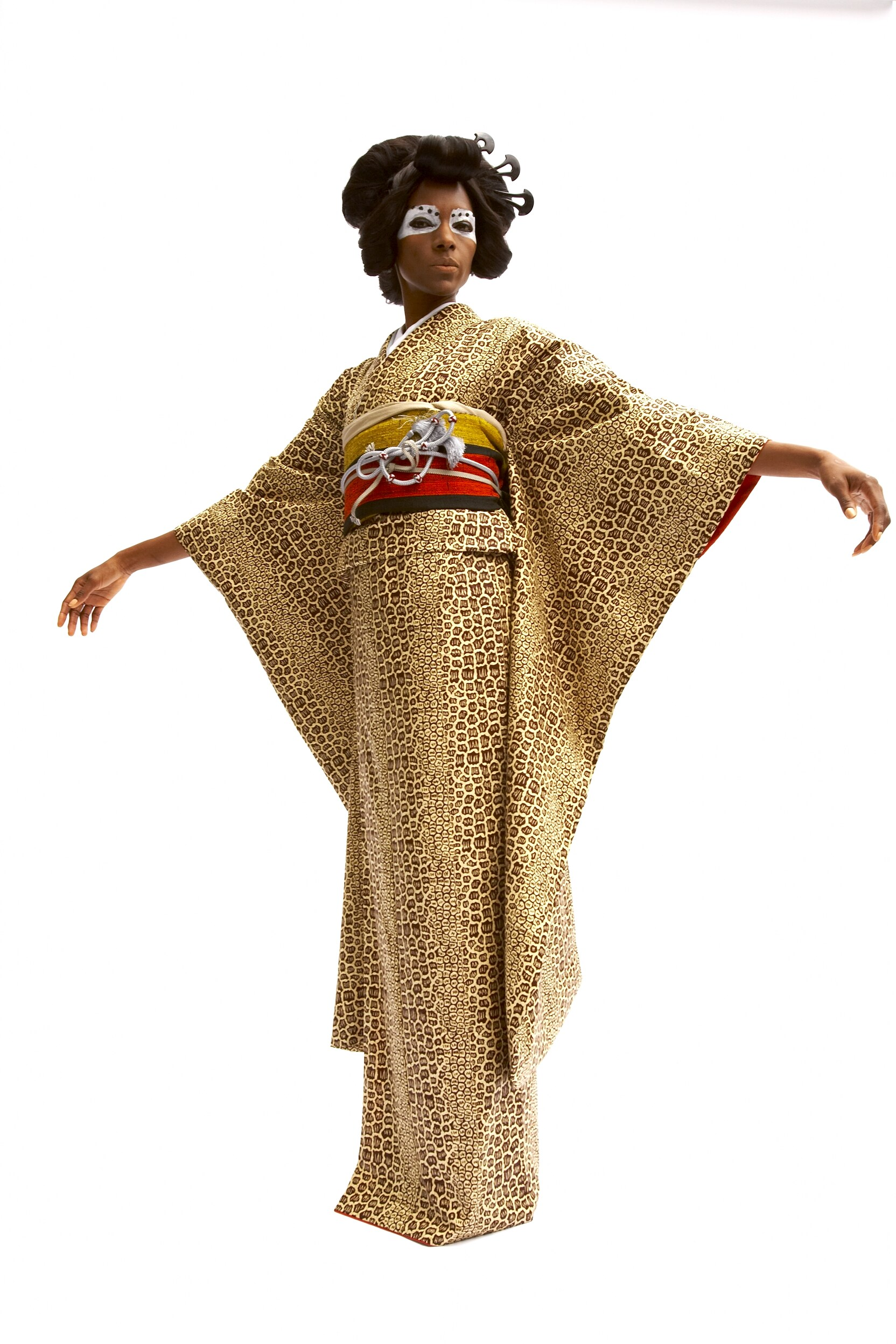
カメルーン出身のデザイナーセルジュ・ムアングの振袖（2009年）

主な模様形式には、総模様、腰高模様、裾模様、江戸褄模様、褄模様などがある。
総模様
「伊達模様」または「被衣模様」ともいう。
裾模様
裾模様のうち「振袖高裾模様」は、衽が最も高く、次いで前身頃・後身頃と7：5：3の割合で低くなるように裾模様を置き、さらに、袖にも同じ模様を、袖口の方から振りに向かって低くなるように置く形式である。これに、肩から胸にかけて模様を置く「島原模様」を加えてさらに華やかにしたものもある。現代ではこの形式にとらわれず自由に模様を置くことが多い。

## 歴史

### 変遷

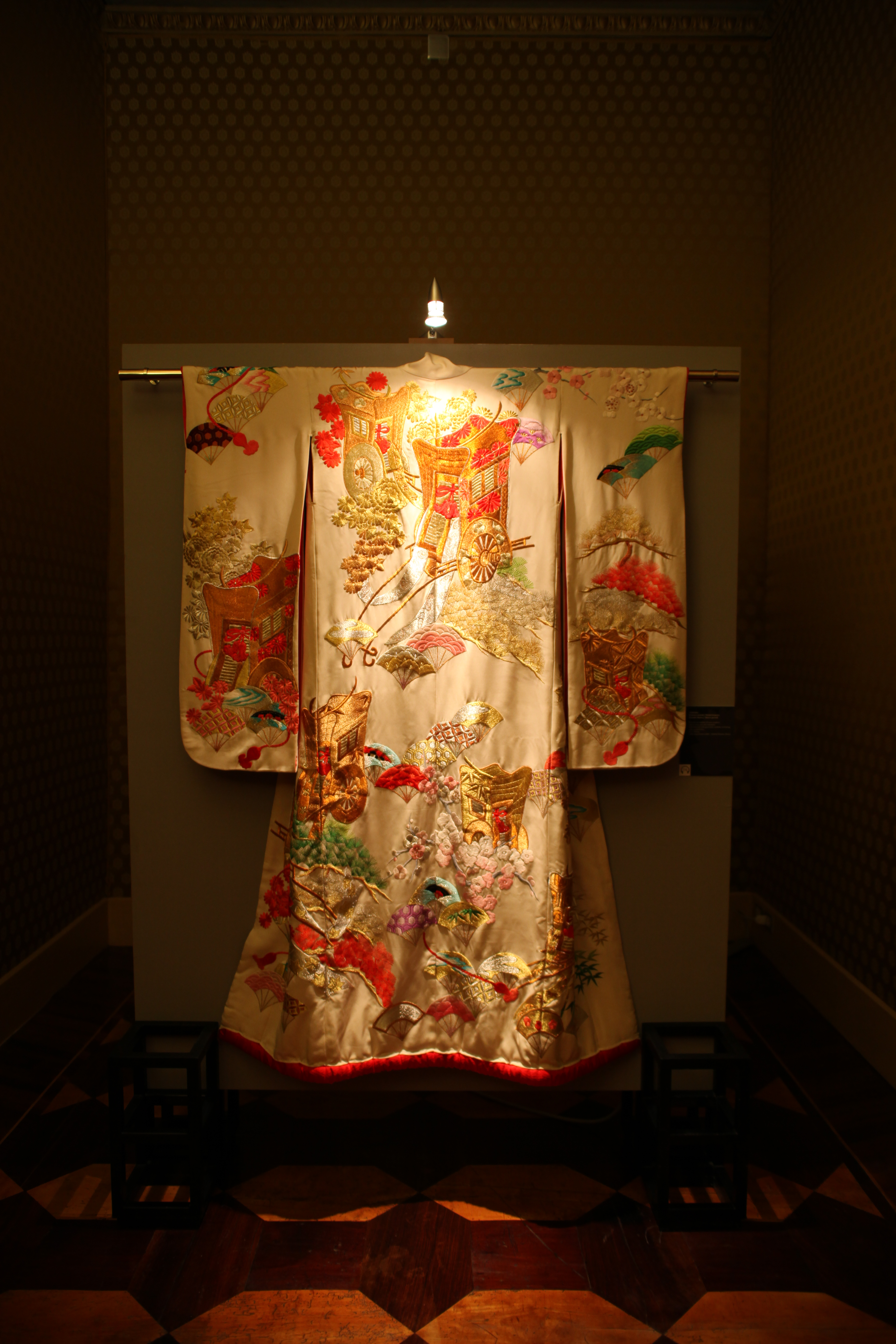
江戸時代の振袖

振袖の原型ができたのは飛鳥時代の頃とされている。
近世初期には振袖と留袖の二種が存在したが、現代の振袖と留袖とは相違がある。近世初期には、振袖は身八ツ口があり脇の開いたもので「脇明」と称され、留袖は身八ツ口がなく袖は身頃に縫い付けられていたため「脇塞（わきふさぎ）」または「脇つめ」と称された。
井原西鶴の『西鶴俗つれづれ』（元禄8年）によれば、振袖は通常、男子は17歳の春、女子は結婚の有無にかかわらず19歳の秋に、袖を短くするとともに脇をふさいだとある。

### 魂振り
古来、布などを振る行為には呪術的な意味があり、神に仕える女性たちは長い布や長い袖を振る魂振り（たまふり）を行ったといわれる。
また、未婚女性が振袖の袖を振る事は、求愛の意思表示として使われることもあったといい、振袖の長い袖を前後に振ると「嫌い」・左右に振ると「好き」といった風に用いられた。これらは、江戸時代の文献、仮名草子や好色一代男などの一節にみられる事から、現代の恋愛事情における「振った」・「振られた」の語源は、振袖にあるとされている。

## 花嫁衣装（婚礼衣装）

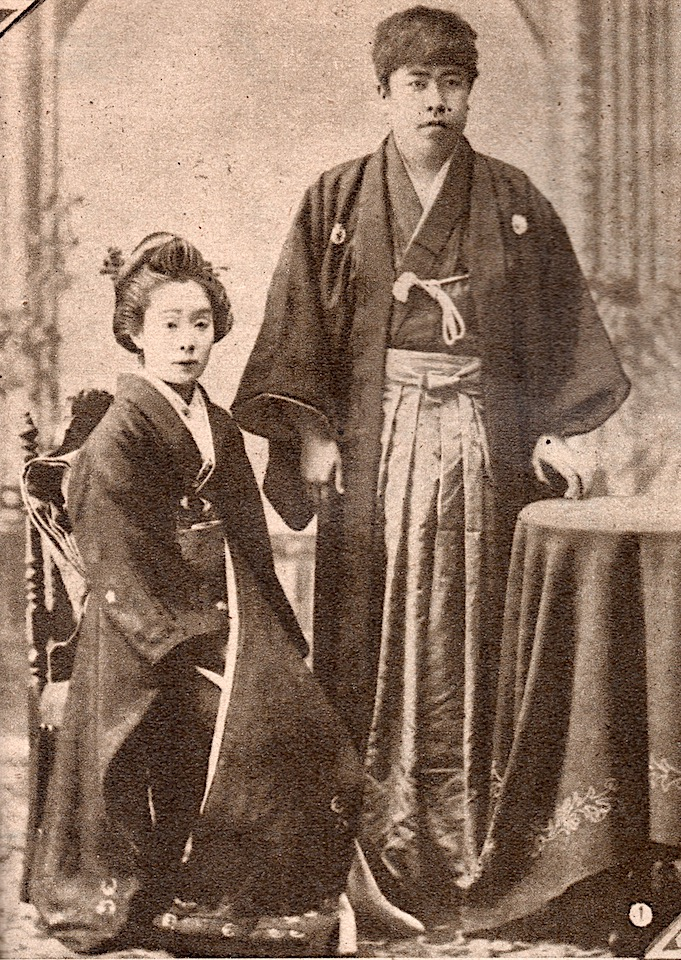
1889年の結婚写真。新婦は黒の引き振袖を着ている

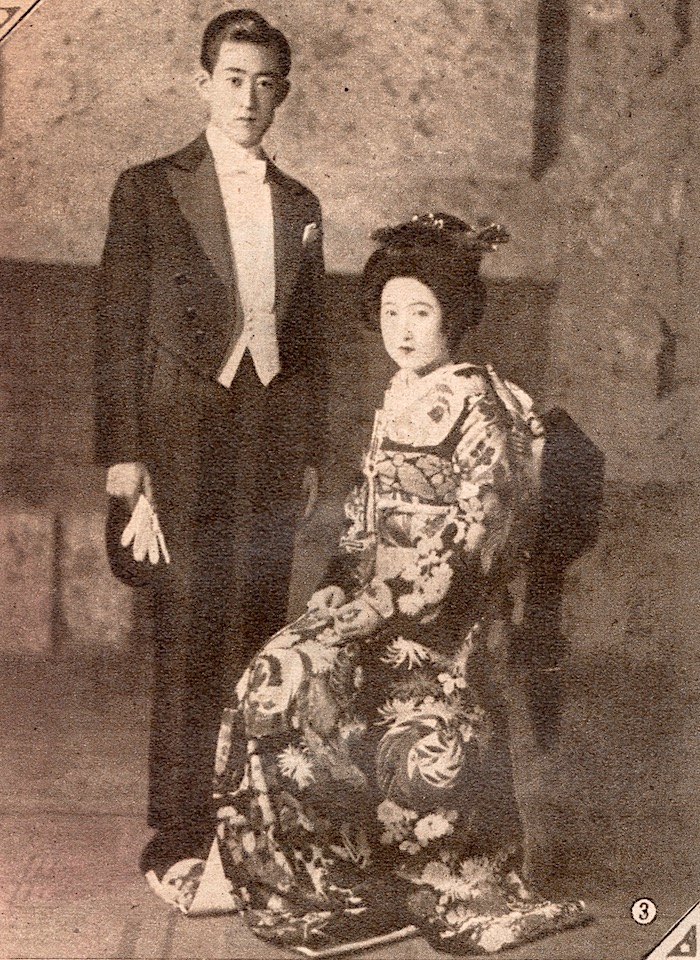
1938年の結婚写真。新婦は金襴の引き振袖を着ている

婚礼に用いられる、打掛のように裾を引いて着用する振袖を引き振袖（）という。お引き摺り（）とも呼ばれる。
元は江戸時代、武家階級の女子が婚礼に用いた。江戸後期になると武家のほか表封家と呼ばれる富商や富農では白・紅・黒と同じ文様で揃えた華やかな婚礼衣装（三襲）がみられる一方、町人文化の中では黒地縮緬に五つ紋付の振袖を婚礼衣装とする風潮が生まれた。振袖は明治時代から昭和時代初めころには富裕な商人層の花嫁衣装として一般的であった。その後、戦時期になると華やかな「三襲」は姿を消し、留袖に仕立て直すこともできる黒引き振袖が主流となった。
黒地の引き振袖は最も格が高いとされ、神前式の挙式でも着用できるのは黒地のもののみとなる。その他の色を地色に用いた振袖は披露宴などでの着用が推奨される。
鼠色や紫色は忌色（）として地色には用いないとされていた。
基本的に裾に綿を入れて仕立てた染めの着物に織りの帯を合わせる。一般的な振袖をお引き摺りとして活用するには、綿入れなどの仕立てが必要になる場合がある。また神前挙式では角隠しを合わせるのが正式とされる。
21世紀においては白無垢や色打掛などに次ぐ格の高い和装花嫁衣装として人気を集め、伝統的スタイルのほかに洋髪やヘッドドレスとのコーディネートが提唱され流行している。

## 慣用句
三十振袖（）30歳になっても振袖を着る意から、年輩の女性が年齢不相応の若い服装、化粧などをすること。また、若作りをする意から年増の芸者などをあざけっていう。

## 芸能人モデル振袖
現代では人気振袖の多くを芸能人がモデルを務めておりSNSを中心に人気のある方が選ばれる
ゆうちゃみ/あのちゃん/玉城ティナ/中村里砂/なえなの/ 吉木千沙都/安西星来/井上凪（乃木坂46）/
などが近年では人気モデルである。また現在はベストオブミスやミスユニバースジャパン、ミスユニバーシティなどミスコンテストとコラボしたオリジナル振袖なども多く検索される

## SNSで振袖を探す時代
インスタグラムやTikTokなどで『#振袖gram』などのハッシュタグ検索して北海道から沖縄まで全国着物屋さんから成人式に着ていく振袖のレンタルや購入するものを探すことも多くなっている。

## 外部サイト
1. ↑  “芸能人 – 振袖ニュース『成人式きものまとめ』”. furisode-gram.net. 2025年7月22日閲覧。
2. ↑  “ミスユニバースジャパンプレリミナリー2022福岡代表の高田佳奈が振袖姿を披露 | 財団法人日本ミスコン協会”. miss-japan.net. 2025年7月23日閲覧。